# ガーフィールド郡区 (アイオワ州カルフーン郡)
ガーフィールド郡区 (Garfield Township) は、アメリカ合衆国アイオワ州カルフーン郡にある16の郡区の一つである。2000年の国勢調査で、人口は230人だった。

## 地理
ガーフィールド郡区は89.7平方キロメートル（34.64平方マイル)で、組み込まれている自治体 (incorporated settlements) はない。アメリカ地質調査所によると、この郡区はGarfieldの1つの霊園が含まれる。